# Ezra Fitch

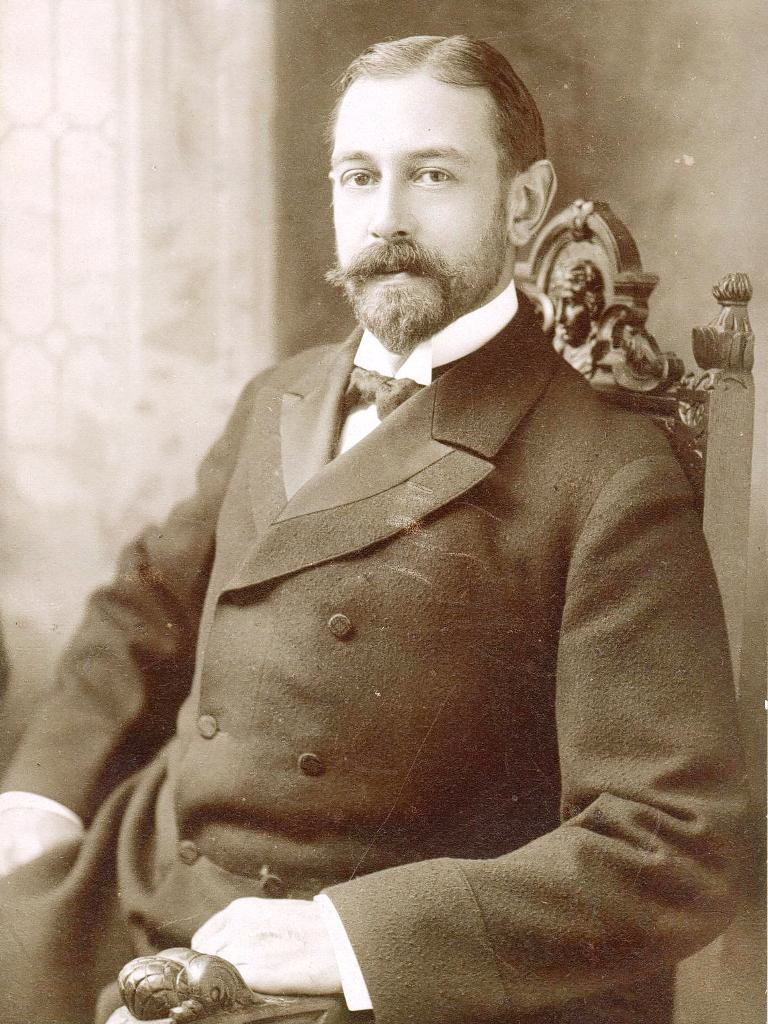
Ezra Hasbrouck Fitch

Ezra Hasbrouck Fitch (* 27. September 1865 in Coxsackie, Greene County, New York; † 16. Juni 1930 in Santa Barbara, Kalifornien) war Jurist und Manager aus New York. Gemeinsam mit David Abercrombie gründete er das Unternehmen Abercrombie & Fitch, das er als Alleineigentümer zwischen September 1907 und März 1928 führte.

## Leben

### Familie und Ausbildung
Ezra Hasbrouck Fitch wurde am 27. September 1865 in Coxsackie im Greene County im US-Bundesstaat New York geboren. Er war das einzige Kind von Roswell Reed Fitch und Margaretta Wyanna Fitch (geborene Hasbrouck), die drei Wochen nach seiner Geburt starb. Deshalb wuchs Fitch bei seinen Großeltern väterlicherseits auf, auf einem Anwesen in Coxsackie am Hudson River. Sein Vater führte in Brooklyn eine Asphaltfirma.
Im Alter von 16 Jahren beschloss Fitch, an der Columbia University in New York Rechtswissenschaften zu studieren. 1894 erhielt er einen sehr guten Abschluss in Recht. 1897 heiratete er seine Freundin Sarah Huntington Sturges in Brooklyn, New York City. Trotz seines guten Abschlusses bereitete Fitch seine Arbeit keine Freude. Viel lieber verbrachte er seine Freizeit im Freien. Auf dem Anwesen der Familie ging er häufig Wandern und Fischen. Er besaß eine Jacht und mochte Bergsteigen.

### Abercrombie & Fitch
Ezra Fitch erfreute sich an Natursport und verbrachte seine Freizeit mit Segeln, Klettern und Angeln. Deshalb war er Stammkunde bei Abercrombie Co., einem Geschäft für Angelzubehör an der South Street in Downtown Manhattan. Schnell freundete Fitch sich mit dem Inhaber David Abercrombie an.
Da er stark an den Erfolg des jungen Unternehmens glaubte und in seinem Job „unruhig und gelangweilt“ war, kaufte er im Februar 1900 49 % der Anteile des wachsenden Unternehmens und wurde somit Partner von David Abercrombie. Deshalb wurde das Unternehmen im Jahr 1904 umbenannt und hieß nun Abercrombie & Fitch Co. Damit war Fitchs Nachname in den Unternehmensnamen eingetragen.
Obwohl beide Männer den Unternehmenserfolg teilten, stritten sie sich, wer der bessere Manager sei. Später gerieten sie auch in Streit wegen Fitchs Erweiterungsvisionen. Ezra Fitch wollte Niederlassungen im ganzen Staat New York eröffnen, das Unternehmen zu einem Fachgeschäft für Campingutensilien ausbauen und es so der Öffentlichkeit zugänglich machen. Intern galt Fitch als Erneuerer, der behauptete, dass „es kann nicht getan werden“ nicht in seinem Vokabular war. Abercrombie dagegen wollte das Unternehmen als Geschäft für die Elite erhalten, sich auf den Ausbau des Geschäfts in Manhattan konzentrieren und war gegen diese Pläne. An dieser Frage scheiterte die Zusammenarbeit der beiden Herren.
Abercrombie bot Fitch deshalb seine Anteile zum Kauf an. Im September 1907 verkaufte er alle seine Anteile und verließ das Unternehmen.
1909 realisierte Fitch seinen ersten Katalog für den Versandhandel.

### Tod
1928 zog sich Fitch aus dem Unternehmen zurück und überließ es neuer Führung. Am 16. Juni 1930 starb er auf seiner Yacht in Santa Barbara, Kalifornien.